# Jakob Edler
Jakob Edler (* 1967) ist ein deutsch-britischer Politikwissenschaftler. Er ist geschäftsführender Leiter des Fraunhofer-Instituts für System- und Innovationsforschung (ISI) in Karlsruhe sowie Professor für Innovationspolitik und -strategie an der University of Manchester.

## Leben
Edler studierte Betriebswirtschaft sowie Politikwissenschaft/Wirtschaftsgeschichte an der Universität Mannheim und am Dartmouth College New Hampshire, er promovierte mit Auszeichnung in Politikwissenschaft an der Universität Mannheim. 1999 begann er als wissenschaftlicher Mitarbeiter am Fraunhofer ISI zu arbeiten, 2006 wurde er Leiter der Abteilung Innovationssysteme und Politik. 2007 wechselte er ans Manchester Institute of Innovation Research (MIoIR), das er von 2011 bis September 2018 leitete. Seit Oktober 2018 ist Jakob Edler Geschäftsführender Leiter des Fraunhofer ISI.

## Forschung
Edler befasst sich hauptsächlich mit der Governance von Sozio-technischen Systemen und ihrem Wandel und darin insbesondere mit der Rolle des Staates. Er beschäftigt sich dabei mit der Konzipierung, Begründung und Wirkung von Wissenschafts- und Innovationspolitik, mit einem besonderen Schwerpunkt auf die Rolle nachfrageorientierter Innovationspolitik und staatlicher Beschaffung als Hebel für ökonomische und gesellschaftliche Veränderung. Unter anderem leitet er das von der Europäischen Union geförderte Projekt SIPER, das Bewertungspraktiken von Wissenschafts- und Innovationspolitik analysiert und beschäftigt sich mit der Rolle von Politik in Bezug auf immaterieller Güter, „intangibles“. Außerdem untersucht er im vom norwegischen Forschungsrat geförderten Projekt OSIRIS, welche Auswirkungen Wissenschaft auf die Gesellschaft und Politik hat.
Seit 2016 ist Edler Präsident des European Forum for Studies of Policies for Research and Innovation (Eu-SPRI Forum),  ein Zusammenschluss von 18 Institutionen in Europa zur Förderung der akademischen Aktivität und insbesondere des Nachwuchses im Bereich der Forschungs- und Innovationspolitik.
Jakob Edler hat vielfältig Regierungen, Agenturen, Parlamente (House of Lords, House of Commons, Europäisches Parlament)  und Internationale Organisationen (Inter-American Development Bank, UNESCO, OECD) in seinen Forschungsschwerpunkten beraten:
- Nachfrageseitige Innovationspolitik inklusive der öffentlichen Beschaffung von Innovation
- Governance des Wandels sozio-technischer Systeme
- Governance verantwortungsvoller Forschung und Innovation
- Besseres Verständnis für die Dynamik und die Treiber der Internationalisierung von Forschungs- und Innovationsaktivitäten

## Ehrenämter und Mitgliedschaften
- Wissenschaftsrat – Deutscher Wissenschaftsrat[8]
- acatech – Deutsche Akademie der Technikwissenschaften[9]
- Königlichen Gesellschaft zur Förderung der Künste, der Industrieerzeugnisse und des Handelsgewerbes (Großbritannien)[2]
- Österreichischer Rat für Forschung und Technologieentwicklung[10]
- Innovation Caucus von Innovate UK[2]
- Innovation Policy Advisory Committee of NESTA (New Endowment for Science, Technology and the Arts)[11]

## Werke
- Software patents. Economic impacts and policy implications ISBN 1-84542-488-3
- Internationalisierung industrieller Forschung und grenzüberschreitendes Wissensmanagement – Eine empirische Analyse aus der Perspektive des Standortes Deutschland ISBN 3-7908-0097-X
- Software-Patente – Eine empirische Analyse aus ökonomischer und juristischer Perspektive ISBN 3-7908-1540-3
- Dissertation – Institutionalisierung europäischer Politik – Die Genese des Forschungsprogramms BRITE als reflexiver sozialer Prozeß ISBN 3-7890-6777-6
- Demand, challenges, and innovation. Making sense of new trends in innovation policy
- The Roles of the State in the Governance ofSocio-Technical Systems' Transformation
- Public procurement and innovation—Resurrecting the demand side
- The governance of change in socio-technical and innovation systems: three pillars for a conceptual framework
- Handbook of Innovation Policy Impact ISBN 978 1 78471 184 9

## Brexit
Im Verlauf der Brexit-Debatte äußerte sich Edler kritisch gegenüber der Berichterstattung und der Rhetorik von Boris Johnson und anderen national fokussierten Politikern in Europa. Er appellierte mit Blick auf die Geschichte und Stärke Europas dafür, dass Großbritannien in der Europäischen Union bleibt.